# Адміністративний устрій Білогірського району (АР Крим)
Адміністративний устрій Білогірського району — адміністративно-територіальний поділ Білогірського району АР Крим на 1 міську, 1 селищну та 17 сільських рад, які підпорядковані Білогірській районній раді та об'єднують 80 населених пунктів. Адміністративний центр — місто Білогірськ.

## Список радБілогірського району
| №  | Назва                           | Центр            | Населені пункти | Площа км² | Місце за площею | Населення (2001), чол. | Місце за населенням |
| -- | ------------------------------- | ---------------- | --- | --------- | --------------- | ---------------------- | ------------------- |
| 1  | Білогірська міська рада         | м. Білогірськ    | м. Білогірськ |           |                 |                        |                     |
| 2  | Зуйська селищна рада            | смт Зуя          | смт Зуя c. Баланове c. Барабанове c. Верхні Орішники c. Володимирівка c. Литвиненкове c. Нижні Орішники c. Петрове c. Українка        |           |                 |                        |                     |
| 3  | Ароматнівська сільська рада     | c. Ароматне      | c. Ароматне c. Красногірське c. Курортне                                                                                              |           |                 |                        |                     |
| 4  | Багатівська сільська рада       | c. Багате        | c. Багате c. Горлинка c. Красна Слобода c. Мелехове c. Поворотне c. Руське c. Черемисівка                                             |           |                 |                        |                     |
| 5  | Василівська сільська рада       | c. Василівка     | c. Василівка c. Малинівка c. Некрасове c. Павлівка c. Пролом c. Сєверне                                                               |           |                 |                        |                     |
| 6  | Вишенська сільська рада         | c. Вишенне       | c. Вишенне c. Біла Скеля c. Миронівка                                                                                                 |           |                 |                        |                     |
| 7  | Зеленогірська сільська рада     | c. Зеленогірське | c. Зеленогірське c. Балки c. Міжгір'я c. Новогригорівка c. Новокленове c. Овражки c. Олександрівка c. Пасічне c. Пчолине c. Яковлівка |           |                 |                        |                     |
| 8  | Земляничненська сільська рада   | c. Земляничне    | c. Земляничне c. Оленівка c. Опитне c. Радісне c. Родники c. Синьокам'янка c. Учебне                                                  |           |                 |                        |                     |
| 9  | Зибинська сільська рада         | c. Зибини        | c. Зибини c. Мельники |           |                 |                        |                     |
| 10 | Кримськорозівська сільська рада | c. Кримська Роза | c. Кримська Роза c. Вишневе |           |                 |                        |                     |
| 11 | Криничненська сільська рада     | c. Криничне      | c. Криничне c. Алексєєвка c. Голованівка c. Карасівка c. Кирпичне c. Красноселівка c. Яблучне                                         |           |                 |                        |                     |
| 12 | Курська сільська рада           | c. Курське       | c. Курське c. Тополівка |           |                 |                        |                     |
| 13 | Мельнична сільська рада         | c. Мельничне     | c. Мельничне c. Бочала |           |                 |                        |                     |
| 14 | Мічурінська сільська рада       | c. Мічурінське   | c. Мічурінське c. Лічебне |           |                 |                        |                     |
| 15 | Муромська сільська рада         | c. Муромське     | c. Муромське c. Дивне c. Кривцове c. Сінне c. Хлібне                                                                                  |           |                 |                        |                     |
| 16 | Новожилівська сільська рада     | c. Новожилівка   | c. Новожилівка c. Аннівка c. Новоолександрівка c. Тургенєве                                                                           |           |                 |                        |                     |
| 17 | Русаківська сільська рада       | c. Русаківка     | c. Русаківка c. Лугове |           |                 |                        |                     |
| 18 | Цвіточненська сільська рада     | c. Цвіточне      | c. Цвіточне c. Долинівка |           |                 |                        |                     |
| 19 | Чорнопільська сільська рада     | c. Чорнопілля    | c. Чорнопілля c. Дозорне c. Кизилівка c. Султан-Сарай                                                                                 |           |                 |                        |                     |

* Примітки: м. — місто, с-ще — селище, смт — селище міського типу, с. — село